# Lotononis maculata
Lotononis maculata är en ärtväxtart som beskrevs av Dummer. Lotononis maculata ingår i släktet Lotononis och familjen ärtväxter. Inga underarter finns listade i Catalogue of Life.